# Holmgruvan
Holmgruvan är en 180 meter djup gruva i Holmgruvefältet i Garpenbergs socken i Hedemora kommun i Dalarna. Den är belägen norr om Pålsbenningsjön, ungefär en kilometer söder om Långsviksgruvorna. Gruvan, som är en järnmalmsgruva, bearbetades i flera omgångar under 1800-talet. Gruvdriften återupptogs åren 1917–1932. Malmen fraktades då med hjälp av linbana till Garpenbergs station i Brattfors, för vidare transport på Gruvgården-Fors järnväg. Åren 1937–1939 hämtades varp från gruvområdet för anrikning.